# رضاآباد (آزادگان)
رضاآباد یک روستا در ایران است که در دهستان آزادگان (رفسنجان) واقع شده‌است. رضاآباد ۱٬۲۱۷ نفر جمعیت دارد.